# سربازان پیاده
سربازان پیاده (انگلیسی: Doughboys) یک فیلم کمدی به کارگردانی ادوارد سجویک و بازیگری باستر کیتون است که در سال ۱۹۳۰ منتشر شد.

## بازیگران
- باستر کیتون
- سلی آیلرس
- کلیف ادواردز
- ادوارد بروفی
- ویکتور پاتل
- آرنولد کورف
- فرانک مایو
- ویلیام استیل
- ادوارد سجویک
- تاینی سندفورد
- پیتزی کاتز